# Achille Carelli
Pour les articles homonymes, voir Carelli.
Achille Carelli (Naples, 1856 - 1936) est un peintre italien qui fut actif à la fin du XIXe siècle et dans la première moitié du XXe.

## Biographie
Achille Carelli est le fils de Raffaele Carelli et frère de Consalvo et de Gabriele.

## Œuvres
- La Plaine de Paestum (1859)
- Golfe de Naples (1891)
- Temples de Paestum
- Il castello dell'Ovo